# توماس لويس مورتون
توماس لويس مورتون هو فلاح وسياسي كندي، ولد في 10 يونيو 1846 في كينغستون أبون هال في المملكة المتحدة، وتوفي في 24 فبراير 1914 في وينيبيغ في كندا.